# St. Gertrauden (Magdeburg)

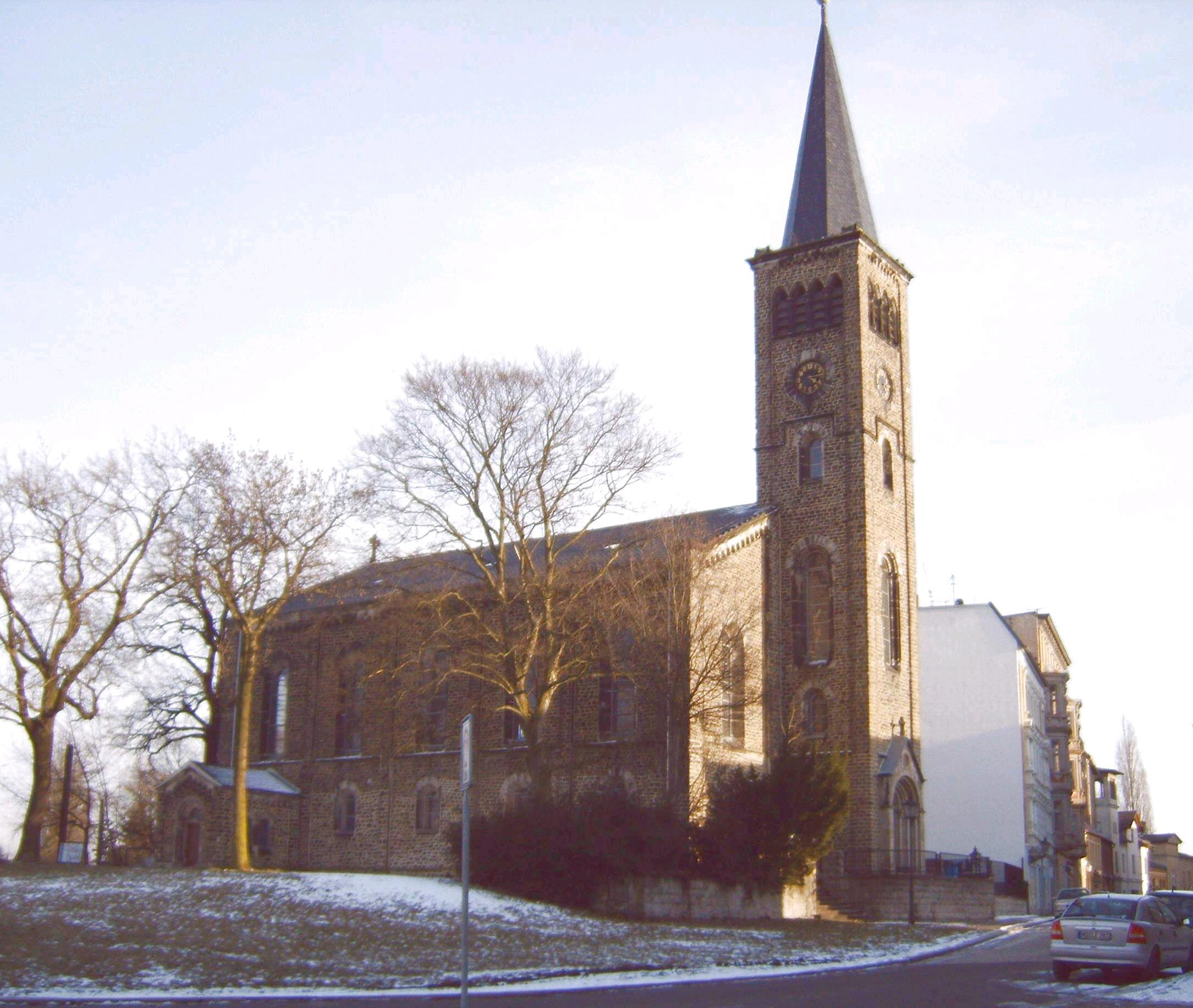
Nordansicht

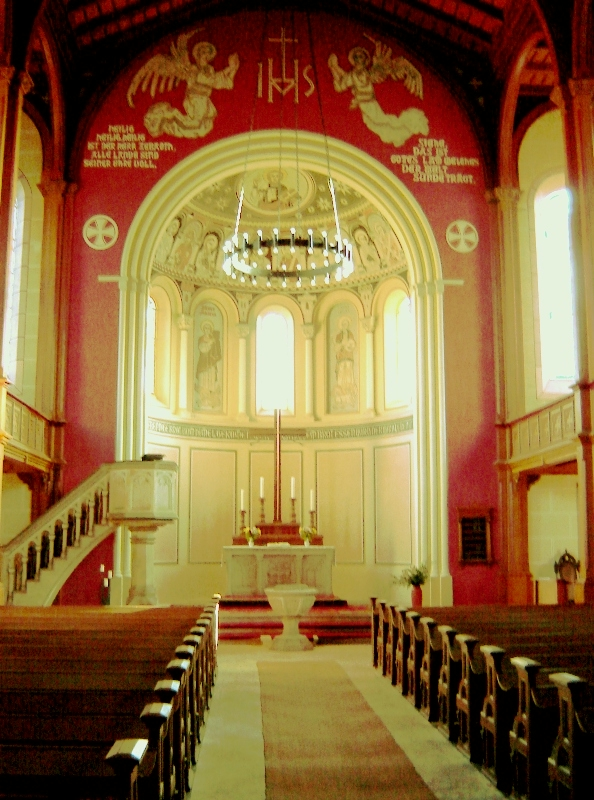
Kirchenraum nach Osten

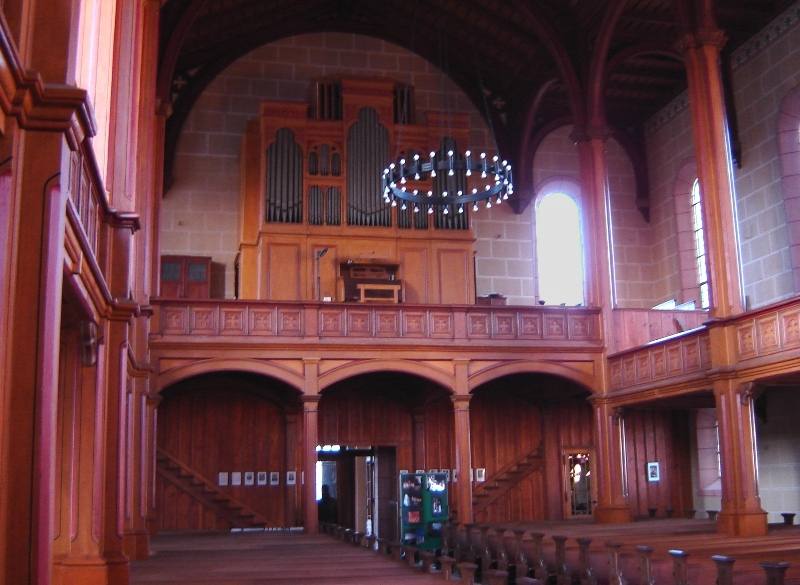
Kirchenraum nach Westen

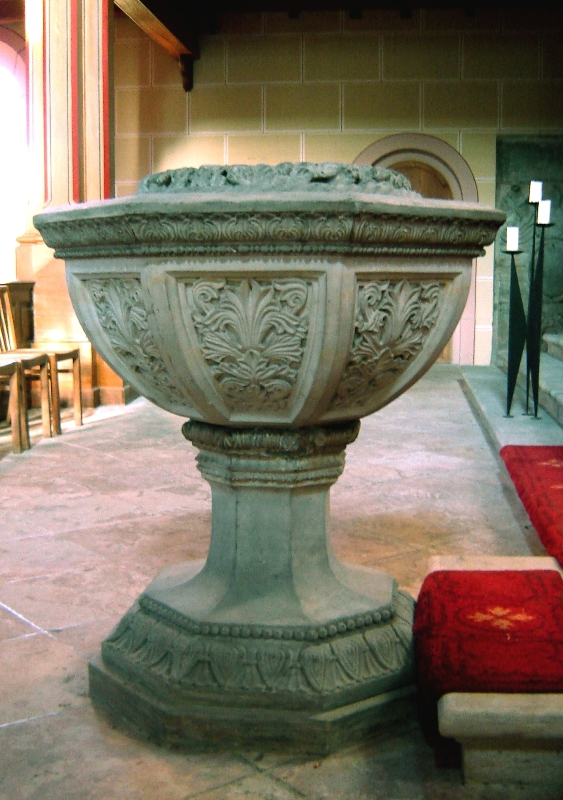
Taufstein

Die St.-Gertrauden-Kirche ist eine evangelische Kirche im Magdeburger Stadtteil Buckau. Sie ist der Heiligen Gertrud von Nivelles geweiht.

## Architektur
Die Kirche ist aus Bruchsteinmauerwerk errichtet. Für die Gestaltung einiger Details kam Sandstein zum Einsatz. Der Bau greift Elemente der Gotik, aber auch der Romanik auf. Das Langhaus besteht aus fünf Jochen und wird von einem Satteldach bedeckt. An der Westseite befindet sich ein vier- bis fünfstöckiger, mit einem spitzen Turmhelm versehener Turm. In der Kirche befindet sich eine Holzkonstruktion, die das Gebäude zu einer dreischiffigen Kirche gestaltet. Es besteht eine niedrige halbrunde Apsis. An der Westseite des Gebäudes befinden sich drei Eingangsportale. An der Südseite befindet sich ein Anbau mit gesondertem Eingang. Hier besteht eine weitere kleine Apsis.
Nordwestlich gegenüber der Kirche befindet sich das 1902/1903 entstandene Pfarrhaus der Gemeinde.

## Geschichte

### Erste Kapelle
Im Jahr 1061 wurde erstmals eine kleine Kapelle urkundlich erwähnt, die der heiligen Gertrud gewidmet war. Die Heilige ist die Schutzpatronin der Weber, von denen viele in Buckau ansässig waren. Im 13. Jahrhundert wurde die Kirche im Zusammenhang mit einem Umzug von ursprünglich bei dieser Kirche beim Kloster Berge ansässigen Nonnen zum Agnetenkloster erwähnt.

### Neubau ab 1592
Im Schmalkaldischen Krieg wurden Buckau und auch die Kirche völlig zerstört. Nachdem zunächst von einer Wiedererrichtung der Kirche abgesehen wurde, erfolgte dann 1592 ein Neubau. Hiergegen protestierte der Abt Ulner des Klosters Berge. Erzbischof Sigismund hatte am 30. November 1562 verfügt, dass die Einkünfte der zerstörten Kirchen des Gebiets der Klosterkirche als neuer Mutterkirche zukommen. Die Klosterkirche erhielt die Parochialrechte. Trotz des fortschreitenden Wiederaufbaus weigerte sich das Kloster, die ursprünglichen Kirchengüter herauszugeben, die die neue Kirche für den Unterhalt von Pfarrer und Gebäude benötigte. Erst nach einem langwierigen Prozess wurden die unmittelbar zur Pfarre gehörenden Güter zurück übertragen. Die übrigen Güter verblieben beim Kloster Berge.
Der Neubau bestand jedoch nur kurze Zeit. Im Zuge der Belagerung und Zerstörung Magdeburgs im Dreißigjährigen Krieg 1631 wurden auch Buckau, das Kloster Berge und die Buckauer Kirche zerstört.

### Dritter Neubau ab 1636
1636 erfolgte ein Neubau durch Abt Crucius. Wiederum wurde die Kirche dem Kloster Berge angegliedert. 1717 fand dann eine erneute Trennung vom Kloster statt.
In der Zeit der französischen Besatzung durch Truppen Napoleons I. zogen auch in Buckau französische Soldaten ein. Viele Buckauer verließen ihren Ort. In der Wohnung des Pastors Werner war Militär untergebracht. In dieser Zeit wurde die Kirche stark verwüstet. Viele Holzeinbauten, ja sogar Deckenbalken, waren entfernt und verbrannt worden. Am 24. Mai 1814 zog das französische Militär wieder ab. Die Instandsetzungsarbeiten zogen sich über einen längeren Zeitraum hin. Erste Arbeiten dürften bereits 1814 erfolgt sein. Insbesondere das Kirchendach war jedoch baufällig. Auch verfügte die Kirche über keinen Turm. Es bestand zwar ein Turmunterbau, über diesen ging jedoch das Kirchendach mit hinweg. Um 1825/1826 wurde daher die Kirche renoviert und ein Holzturm für die Glocken errichtet. 1830 schenkte König Friedrich Wilhelm IV. der Gemeinde ein Kruzifix und zwei gusseiserne Leuchter. Diese wurden am 9. April aufgestellt.

### Bau der heutigen Kirche ab 1867
Mit nur 220 Sitzplätzen erwies sich die Kirche jedoch für das auf Grund der einsetzenden industriellen Entwicklung wachsende Buckau als zu klein. Daher erfolgten ab 1840 Planungen zur Erweiterung der Kirche. Friedrich Wilhelm IV. gab dann die Genehmigung für einen Neubau. Der König selbst soll Skizzen angefertigt haben. Aufgrund der Revolution von 1848 wurden die Pläne jedoch nicht umgesetzt.
In den 1860er Jahren wurden die Verhandlungen wieder aufgegriffen. Am 27. Mai 1867 erfolgte die Grundsteinlegung zur neuen, noch heute bestehenden, Kirche. Die Planung erfolgte ab 1864 durch den königlichen Baumeister Sieger. Bauleiter war der königliche Bauführer Schulze. Der Bau selbst wurde durch den Buckauer Maurermeister C. A. Schmidt und den gleichfalls in Buckau ansässigen Zimmermeister H. Seyffert ausgeführt. Im Oktober 1869 wurde die neue Kirche eingeweiht. Noch im gleichen Jahr wurde eine Rühlmann-Orgel eingebaut. Die Fenster in der Apsis und im Ostgiebel wurden von der Witwe Wagenführ, ihrer Tochter und dem Schwiegersohn, Bankier Ziegler, gestiftet und in einer Berliner Werkstatt angefertigt. Die ursprüngliche Kirche war bis zur Einweihung des Neubaus bestehen und in Benutzung geblieben. Beim dann durch Maurermeister Schmidt durchgeführten Abbruch fand sich am östlichen Ende der nördlichen Front der alte Grundstein. Dieser wies einen Totenkopf auf, durch den ein Radnagel getrieben war. Der damalige Pastor Friese nahm den Stein an sich, seine Bedeutung blieb jedoch ungeklärt.
Weitere Sanierungsarbeiten fanden in den Jahren 1906/1907 und 1931 statt. Der Zweite Weltkrieg hinterließ deutliche Spuren. Die fünf Fenster des Altarraumes und das Dach wurden 1945 zerstört. 1949 erfolgte eine Grundsanierung. Dabei wurde der Kirchenraum neu gestaltet.
Im Jahre 1967 wurde östlich der Kirche eine Straße zur Umgehung des sogenannten Buckauer „Engpasses“ gebaut. Sämtliche Gebäude der Pfarrgasse wurden dabei abgerissen. 1997/1998 wurden das Turmdach und die Südseite des Daches erneuert. Im Jahr 1999 wurden die Kirchengemeinden von Buckau, Fermersleben, Salbke und Westerhüsen zu einem Kirchspiel zusammengelegt. Die vier Gemeinden hatten 2003 1.047, 2008 1.274 und 2010 1.254 Mitglieder. Dies entspricht einem Anteil an der Bevölkerung der vier Stadtteile von etwa 8,3 %.
Über eine Arbeitsbeschaffungsmaßnahme wurde im Jahr 2002 der Kirchenraum durch die „AQB“ restauriert. Dabei wurde der historische Zustand wiederhergestellt. Seit 2003 besteht der „Förderverein St. Gertraudenkirche Magdeburg Buckau e. V.“ Am 24. Dezember 2003 wurde wieder die Christvesper gefeiert. Im Jahr 2004 konnte die restaurierte Kirche eingeweiht werden.